# Fredrik Bengt Rosenhane

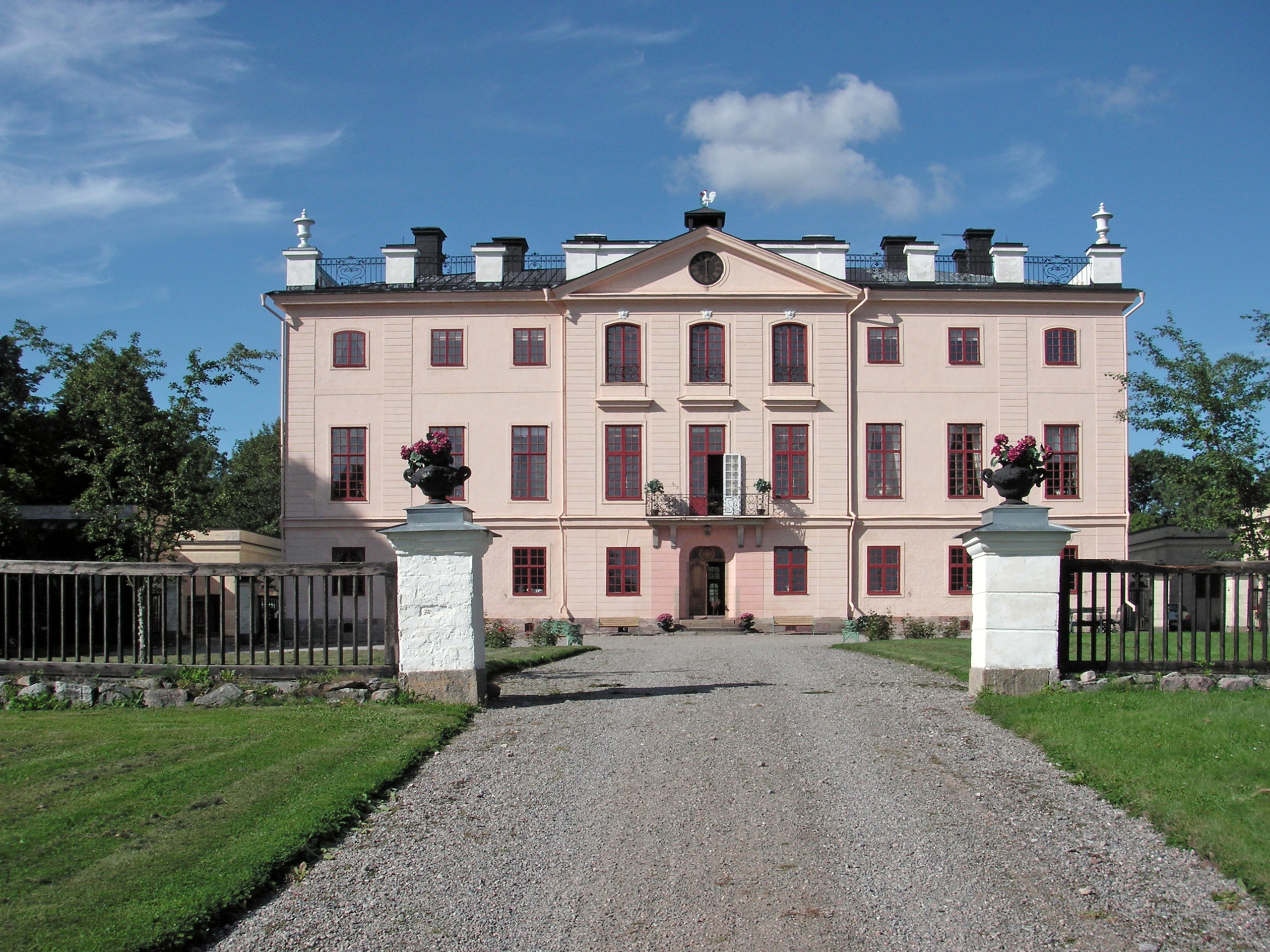
Tistad slott

Fredrik Bengt Rosenhane, född den 2 januari 1720, var herre till Torp, Tistad, Vändelsö i Österhaninge socken, Grinda i Lilla Malma socken samt Snesta i Spelviks socken och Lövsund i Runtuna socken, samtliga i Södermanland. Han var friherre och kammarherre. Han avled på Tistad den 6 april 1800.

## Bygget av Tistad
Fredrik Bengt Rosenhane ärvde Tistad efter sin far Schering Fredrikson Rosenhane vid dennes död 1738, men bodde länge på Torp, vars flygelbyggnader är uppförda av honom. Meningen lär ha varit att där också uppföra en huvudbyggnad, men sedan en av hans söner drunknat i den närliggande sjön Långhalsen övergav han Torp och bosatte sig på Tistad.
Den 12 juli 1761 hade Rosenhane upplåtit Tistad för bröllopet mellan dåvarande lagmannen i Västerbotten, sedermera riksrådet, greve Melker Falkenberg och friherrinnan Hedvig Eleonora Wachtmeister af Björkö. Kuriosa är att brudparets kommande dotter Henriette Falkenberg, (gift med Gustaf Wachtmeister (1757–1826)) femtio år senare tillsammans med sin man genom köp blev ägare till Tistad.
Slottet på Tistad uppfördes 1766–1771 under ledning av överstelöjtnanten i fortifikationen Fredrik Vilhelm Hoppe, som även lär ha byggt Hedenlunda i Vadsbro socken. Det är ett trevånings stenhus med rektangulär grundplan. Stilen är italiensk och det påstås att byggherren fått idén till sitt slott under en resa till Italien. Den vackra, i gulaktig färgton hållna fasaden är uppdelad genom enkla rustiserade lisener och mittpartiet är krönt genom en låg gavel. Vattentaket har ringa lutning och begränsas av en järnbarriär, bärande stora vita urnor.
Taket dekoreras av en liten klockhuv i sin tur krönt med en dekoration: en stor tupp, hållande en ros i den lyftade klon, ett motiv hämtat ur Rosenhanes vapensköld.

## Täckhammar
Den öster om Tistad belägna granngården Täckhammar ägdes i början av 1700-talet av generalen, friherre Carl Gustaf Creutz, 1660–1728. Vid hans död övergick egendomen till sonen, överstelöjtnant Lorentz Creutz och därefter till dennes syster Hedvig Eleonora Creutz, död ogift 1777. Täckhammar ärvdes då av hennes systerdotter Eva Sofia Stenbock, gift med Fredrik Bengt Rosenhane, och kom därigenom att under en tid samägas med Tistad.
Efter Fredrik Bengt Rosenhanes död år 1800 ärvdes Täckhammar av dottern Sofia Rosenhane, gift med hovmarskalken Johan Jennings. I trettio år förblev det i hennes hand, till dess hon på grund av sin patriarkaliska hushållning måste sälja det. Det skedde 1830 och godset köptes då av landshövdingen i Östergötland, greve Gustaf Wathier Hamilton, 1783–1835. Friherrinnan Jennings hade vid försäljningen förbehållit sig besittningsrätten till sin död vilket gjorde att köparen aldrig kom att tillträda egendomen. Det blev i stället hans änka, grevinnan Hedvig Hamilton, som 1837 blev ny innehavare.

## Familj
Rosenhane gifte sig den 16 juli 1752 med grevinnan Eva Sofia Stenbock, född 1728. Hon var dotter till lantrådet greve Bengt Ludvig Stenbock och hans första hustru friherrinnan Beata Sofia Creutz. Beata Sofia var född på Täckhammar och levde 1697–1731.
I äktenskapet föddes fem barn, varav fyra uppnådde vuxen ålder. 
- Schering, 1754–1812
- Bengt, född 1755, avliden samma år
- Sofia Eleonora, 1757–1837. Hon gifte sig 1802 med hovmarskalken Johan Jennings, 1762–1828. Han innehade från 1809 Skånelaholms fideikommiss i Skånela socken i Uppland.
- Catharina Magdalena, 1759–1799. Hon gifte sig 1797 med lagmannen i Värmland, sedermera landshövdingen i Nyköping, Fabian Ulfsparre af Broxvik.
- Johan Gustaf, född 1762, drunknade ogift 1782 vid Torp

Inget av barnen fick dock egna barn och släkten Rosenhane utslocknade därmed vid sonen Scherings död 1812.